# 明珠路站
明珠路站是浙江省宁波市规划中的一座地下轨道交通车站，属于宁波轨道交通6号线。车站计划于2027年启用。

## 车站形制
明珠路站位于鄞州区新明街道福明路、明珠路口。车站沿福明路南北向设置，为地下二层岛式车站，长210米，宽18.3米，总建筑面积为12650平方米。

## 出口
明珠路站设置3个出入口。